# General Salgado
General Salgado é um município brasileiro do Estado de São Paulo. Tem uma população de 10.669 habitantes (IBGE/2010). O município é formado pela sede, pelos distritos de Prudêncio e Moraes e São Luis de Japiúba e pelo povoado de Nova Palmira.

## História
A povoação surgiu por volta de 1920, no território do município de São José do Rio Preto. O Patrimônio da Igreja Matriz de Nossa Senhora das Dores originou-se em terras doadas pelo fazendeiro Coronel Antonino José de Carvalho, o Tonico Barão. O primeiro nome da povoação foi Palmira, uma homenagem a uma filha do fundador da povoação, o Tonico Barão.
Pela Lei estadual nº 2.008, de 23 de dezembro de 1924 é criado o município de Monte Aprazível desmembrado de São José do Rio Preto, e então o povoado de Palmira passa a integrar o município de Monte Aprazível.
Pela Lei estadual nº 2.301, de 5 de dezembro de 1928 o distrito policial de Sebastianópolis (atual Sebastianópolis do Sul) foi elevado à categoria de distrito de paz do município de Monte Aprazível, e a povoação de Palmira passou a integrar o território desse distrito.
Pela Lei estadual nº 2.841, de 7 de janeiro de 1937 a sede do distrito de paz foi transferida de Sebastianópolis para o povoado de Palmira, e o distrito passou a se chamar General Salgado, e o teor da lei é o seguinte:
"A Assembleia Legislativa do Estado decreta e eu promulgo a lei seguinte:
Artigo 1º: Denominar-se-á General Salgado, no município e comarca de Monte Aprazível, o Distrito de Paz de Sebastianópolis, tendo como sede a povoação de Palmira, que também adotará aquela designação."

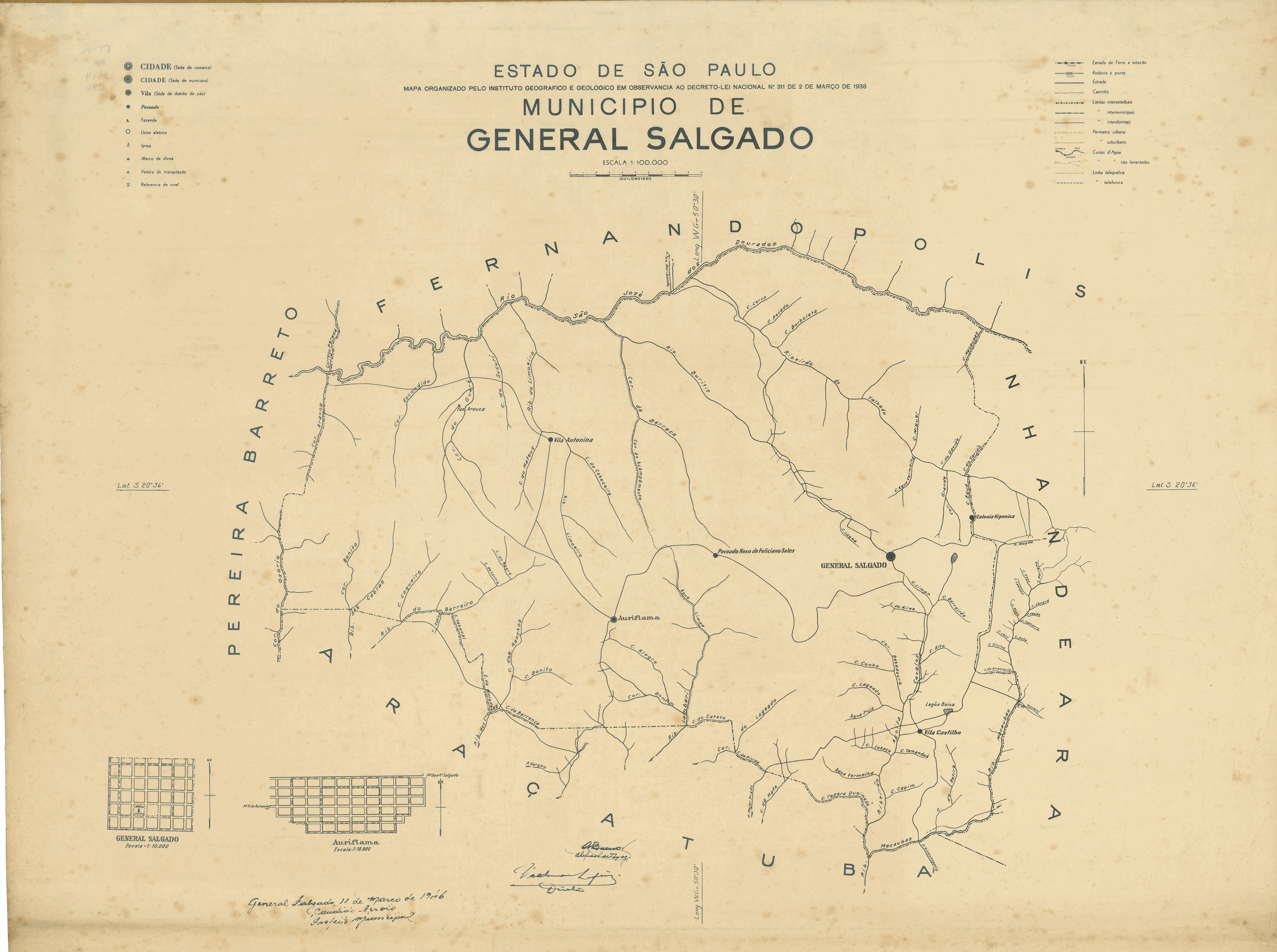
Mapa de General Salgado (1944).

O Distrito de Paz de General Salgado foi elevado à categoria de município pelo Decreto-Lei estadual nº 14.334, de 30 de novembro de 1944.
General Salgado foi elevado à categoria de comarca em 30 de dezembro de 1953, pela Lei estadual nº 2.456/53..
Em 1953, pela Lei Estadual n° 2.456/53, o Distrito de Vila Áurea é desmembrado de General Salgado para a criação do município de Auriflama.
Em 1991, pela Lei Estadual n° 7.664/91, o Distrito de São João de Iracema é elevado à categoria de município, sendo desmembrado de General Salgado.
Em 1995, pela Lei Estadual n° 9.330/95, o Distrito de Nova Castilho é elevado à categoria de município, sendo desmembrado de General Salgado.
O município homenageia em seu nome ao General Júlio Marcondes Salgado, Comandante da Polícia Militar do Estado de São Paulo, morto na Revolução de 1932.

## Demografia

### População
| Crescimento populacional                             | Crescimento populacional | Crescimento populacional | Crescimento populacional |
| Ano                                                  | População Total          |                          | %±                       |
| ---------------------------------------------------- | ------------------------ | ------------------------ | ------------------------ |
| 1946                                                 | 29 130                   |                          | —                        |
| 1950                                                 | 17 391                   |                          | −40,3%                   |
| 1958                                                 | 8 118                    |                          | −53,3%                   |
| 1960                                                 | 11 559                   |                          | 42,4%                    |
| 1970                                                 | 16 591                   |                          | 43,5%                    |
| 1980                                                 | 11 516                   |                          | −30,6%                   |
| 1991                                                 | 12 911                   |                          | 12,1%                    |
| 2000                                                 | 10 824                   |                          | −16,2%                   |
| 2010                                                 | 10 669                   |                          | −1,4%                    |
| 2022                                                 | 10 312                   |                          | −3,3%                    |
| Est. 2024                                            | 10 449                   | [ 15 ]                   | 1,3%                     |
| Fontes: Censos Demográficos IBGE e Estimativas SEADE |                          |                          |                          |

### Dados demográficos
Dados do Censo - 2010
População Total: 10.669
- Urbana: 9.084
- Rural: 1.585
- Homens: 5.352[20]
- Mulheres: 5.317

Densidade demográfica (hab./km²): 21,63
Dados do Censo - 2000
Mortalidade infantil até 1 ano (por mil): 21,20
Expectativa de vida (anos): 68,60
Taxa de fecundidade (filhos por mulher): 1,94
Taxa de Alfabetização: 86,25%
Índice de Desenvolvimento Humano (IDH-M): 0,762
- IDH-M Renda: 0,704
- IDH-M Longevidade: 0,727
- IDH-M Educação: 0,855

(Fonte: IPEADATA)

## Geografia
Localiza-se a uma latitude 20º38'54" sul e a uma longitude 50º21'38" oeste, possui uma área de 493,276 km², dos quais 2,159 km² estão em zona urbana, estando a uma altitude de 418 metros.
O município de General Salgado está localizado no noroeste do estado de São Paulo, às margens da SP-310, Rodovia Feliciano Salles da Cunha, na altura do km 545.

### Paleontologia
Foram encontrados, em General Salgado, fósseis de réptil de tipo crocodilianos (Baurusuchus salgadoensis), por um jovem aluno, que procurou seu o professor, o qual foi investigar sobre o assunto.
Atualmente, novos afloramentos vêm surgindo no município. Os fósseis estão em bom estado de conservação, e, o que mais chama a atenção dos pesquisadores é a grande quantidade de fósseis encontrados.
Pouca coisa é divulgada, pois o assunto foi por muito tempo ignorado pela população e pelas autoridades municipais. Desde a descoberta dos fósseis, o professor Tadeu Arruda, esteve a frente das pesquisas, hoje conta com o apoio de pesquisadores das universidades de São Paulo (USP) e da Universidade Federal do Rio de Janeiro (UFRJ) além do Museu de Monte Alto, onde amostras de fósseis salgadenses compõem o material paleontológico do museu.
O fóssil encontrado em General Salgado foi nomeado Baurusuchus salgadoensis. O estudo de fósseis encontrados apresenta uma diferença entre os crocodilianos em geral: eles não se arrastavam, mas sim se levantavam através de patas pouco mais alongadas e articuladas para o fim de melhor locomoção. Além dos crocodilianos, também foram encontrados fósseis ou fragmentos de serpentes pré-históricas.

### Hidrografia
- Rio São José dos Dourados

### Rodovias
- SP-310 (Feliciano Salles da Cunha); Estrada Vicinal Jesulino da Cunha Frota (General Salgado - São João de Iracema); Estrada Vicinal José Alves da Silva (General Salgado - Nova Castilho).[21]

## Infraestrutura

### Comunicações
O sistema de telefones automáticos foi inaugurado na cidade pela Companhia de Telecomunicações do Estado de São Paulo (COTESP) em 1974. Já o sistema de discagem direta à distância (DDD) foi implantado em 1982 pela Telecomunicações de São Paulo (TELESP), com o código de área (0174).
Na década de 90 o código DDD da cidade foi alterado para (017), para padronização do sistema telefônico com a telefonia celular que estava sendo implantada em todo o estado.

## Administração
- Prefeito: Mauro Gilberto Fantini (2021/2024)
- Vice-prefeito: Cleuvanei Antônio Barreto
- Presidente da câmara: Adriano Eugenio Barbosa (2019/2020)

### Prefeitos e Vice-Prefeitos
Foram nomeados como prefeitos:
- João Batista Veroneze, em 1º de janeiro de 1945. No final do mandato, assumiu Cândido Arroio.
- Em 30 de Abril de 1947, assumiu Plínio Ribeiro do Val, até 31 de Dezembro de 1947.

A primeira eleição para prefeito ocorreu, no dia 9 de Novembro de 1947, para a 1ª Legislatura (1948 a 1951) do município de General Salgado, eleito o primeiro prefeito João do Carmo Lisboa.
Naquela época não havia o cargo de Vice Prefeito. Quando o prefeito se ausentava era substituído pelo Presidente da Câmara Municipal.
A eleição para a 2ª Legislatura (1952 a 1955) ocorreu no dia 3 de outubro de 1951.
Em 3 de outubro de 1955, ocorreu eleições para a 3ª Legislatura (1956 a 1959), sendo eleito para o cargo de Prefeito Nadir Garcia, Vice Prefeito Arcidio Castilho.
Na 4ª Legislatura, (1960 a 1963), foram eleitos  Arcidio Castilho para o cargo de Prefeito Municipal, e Reinaldo Antônio Soligo, para o cargo de vice-prefeito.
Na 5ª Legislatura, foram eleitos: Prefeito Francisco Assis Cervantes, Vice Prefeito  Lilacio Pereira.
Em 15 de novembro de 1968, foi eleito para a 6ª Legislatura, (1969 a 31 de janeiro de 1973), Prefeito Arcidio Castilho, Vice Prefeito João Marques.
No dia 15 de Novembro de 1972, foi realizada a eleição para a 7ª Legislatura, eleitos: Prefeito Francisco Assis Cervantes, Vice Prefeito Senhor Orestes Fantini.
Foi instalada a 8ª Legislatura (1977/1982) no dia 1º de Fevereiro de 1977: Prefeito Norival Cabrera Rodero, Vice Prefeito Anísio Braz Constantino.
Em 15 de Novembro de 1982 foram realizadas eleições para prefeito, vice e vereadores, e em 1 de fevereiro de 1983 foi instalada a 9ª Legislatura (1 de fevereiro de 1983 a 31 de dezembro de 1988): Prefeito Francisco Assis Cervantes; Vice Orestes Fantini.
A próxima eleição ocorreu no dia 15 de novembro de 1988. No dia 1º de Janeiro de 1989 foi instalada a 10º Legislatura (1989/1992): Prefeito  Norival Cabrera Rodero; Vice Dovidio Scaldelai.
No dia 1º de janeiro de 1993, foi instalada a 11ª Legislatura (1993/1996): Prefeito Adelino Bido; Vice-Prefeito: Senhor Iaucir Carlos Marques.
No dia 1º de janeiro de 1997, foi instalada a 12ª Legislatura (1997/2000). Prefeito: Mauro Gilberto Fantini; Vice-Prefeito: Ivo de Souza Guimarães.
No dia 1º de Janeiro de 2001 foi instalada a 13ª Legislatura de General Salgado (2001/2004), Prefeito Iaucir Carlos Marques: Vice-Prefeito José Augusto de Carvalho Neto.
No dia 1º de Janeiro de 2005 foi instalada a 14ª Legislatura de General Salgado (2005/2008), Prefeito: Mauro Gilberto Fantini; Vice-Prefeito:  Agostinho Dionísio Martins.
No dia 1º de Janeiro de 2009 foi instalada a 15ª Legislatura de General Salgado (2009/2012), Prefeito: Mauro Gilberto Fantini; Vice-Prefeito: Agostinho Dionísio Martins.
No dia 1º de Janeiro de 2013 foi instalada a 16ª Legislatura de General Salgado (2013/2016), Prefeito: Leandro Rogério de Oliveira; Vice-Prefeito: Paulo César de Almeida.
No dia 1º de Janeiro de 2017 foi instalada a 17ª Legislatura de General Salgado (2017/2019), Prefeito Leandro Rogério de Oliveira; Vice-Prefeito: Paulo Cesar de Almeida.
No dia 4 de novembro de 2019, tomaram posse o Prefeito Jose Augusto de Carvalho Neto e o Vice Prefeito Agenor Cardoso, eleitos na eleição suplementar  realizada no dia 6 de outubro de 2019, para a gestão 4 de novembro de 2019 à 31 de dezembro de 2020.

## Economia
Considerado município de pequeno porte, General Salgado tem a sua economia baseada na agricultura, pecuária e na indústria.
Encontra-se instalada, em General Salgado, uma usina de produção de álcool etílico, a Generalco, que traz uma importante fonte de renda para a população do município. Outra consequência da indústria alcooleira de General Salgado é a cultura da cana de açúcar que está presente em grande parte das propriedades rurais da município.
Instalaram-se, em General Salgado, o Grupo Pasto Forte, fabricante, importador e exportador de nutrição animal, e, a indústria PEC (Pisos Ecologicamente Corretos), além de várias pequenas indústrias do ramo de confecção.
O comércio local, apesar de gerar uma quantidade razoável de empregos, não tem grandes projeções, tendo em vista a localização de grandes polos de comércio como São José do Rio Preto, Araçatuba e Jales próximos ao município.
Tendo em vista a característica do comércio e indústria, não há campo para as pessoas que qualificam suas habilidades, cursando uma faculdade ou cursos de especialização.

## Turismo
Destacam-se o Carnaval e as Festas de Rodeio.
O município de General Salgado está desenvolvendo seu potencial turístico, como as visitas ao Sitio Paleontológico, Prainha Municipal, Trilha do Prata, Pedra da Laje, Turismo Rural, Turismo Religioso, Turismo de Esporte, Encontro de Bandeiras de Santos Reis e Encontro de Tropeiros (comitivas).
O Carnaval de General Salgado chama a atenção das demais cidades vizinhas e tem a características de reunir as pessoas em blocos de carnavais. Os principais blocos da cidade são: Toloko, Tamus Juntos, PB!, Os Derrubados, Babilake e o Camarote da Avenida. A principal atração é o Carnaval na Avenida, onde se concentra, cerca de 10 mil pessoas por noite, e recebe visitantes de várias regiões, e, também de outros estados, sendo considerado um dos melhores carnavais ao ar livre da região noroeste do estado de São Paulo.

## Religião
O Cristianismo se faz presente na cidade da seguinte forma:

### Igreja Católica
- A igreja faz parte da Diocese de Jales.[26]

A Padroeira do município de General Salgado é Nossa Senhora das Dores, santa comemorada em 15 de setembro, data que em se comemora também o aniversário do município.

### Igrejas Evangélicas
- Assembleia de Deus Ministério do Belém.[27][28]
- Congregação Cristã no Brasil.[29]
- Igreja Batista